# Papir 128
El Papir 128 (a la numeració Gregory-Aland designat com {\displaystyle {\mathfrak {P}}}128), és una còpia antiga d'una part del Nou Testament en grec. És un manuscrit en papir de l'Evangeli de Joan i conté la part de Joan 9,3-4; 12,12-13; 12,16-18. Ha estat assignat paleogràficament als segles vi i vii.
Encara no ha estat relacionat amb una Categoria dels manuscrits del Nou Testament.
Aquest document es troba al Museu Metropolità d'Art (Inv. 14. 1. 527), en Nova York.

## Text
Jn 9,3-4
Jn 12,12-13
Jn 12,16-18